# Hiéroglyphe égyptien L6
Pour les articles homonymes, voir Coquillage et Bivalve.
Le hiéroglyphe égyptien L6 (coquillage bivalve) est classifié dans la section L «  Invertébrés et petits animaux » de la liste de Gardiner ; il y est noté L6.

## Représentation
Il représente un coquillage bivalve. Il est translittéré ḫȝ.

## Utilisation
C'est pour des raisons inconnues sous le Moyen Empire un phonogramme bilitère de valeur ḫȝ
| L6 · t | R1 |

| L6 · t | R1 |